# بابلو غالدون
بابلو غالدون (بالإنجليزية: Pablo Galdón)‏ مواليد 28 نوفمبر 1985 في غالفيز، سانتا في، الأرجنتين، هو لاعب كرة مضرب أرجنتيني بدأ مسيرته كمحترف عام 2003 ويحتل حالياً المرتبة رقم. 274 (31 أكتوبر 2011) في تصنيف رابطة محترفي كرة المضرب.

## روابط خارجية
- بابلو غالدون على موقع رابطة محترفي التنس (الإنجليزية)
- بابلو غالدون على موقع الاتحاد الدولي لكرة المضرب (الإنجليزية)
- بابلو غالدون على موقع خلاصة التنس.كوم (الإنجليزية)